# Feketefejűek háza
A Feketefejűek háza (lettül: Melngalvju nams) Riga egyik középkori épülete, amelyet a második világháborúban leromboltak, majd a rendszerváltozás után eredeti pompájában állítottak helyre.

## Története
A házat 1334-ben építették a város szívében. Eredetileg egyszerű középkori épület volt, de többször átalakították, így nyerte el díszes külalakját. A folyamatos fejlesztéseknek köszönhetően a ház több építészeti stílus elemeit is magában hordozza, gazdagon díszített homlokzata a holland reneszánsz szép példája. Eredetileg egyszerűen Új ház volt a neve, és különböző rendezvények, bankettek számára építették. Mai neve emeltetőire emlékeztet, a Feketefejűek Testvériségére, amelybe Riga agglegény kereskedői, hajótulajdonosai és külföldi lakosai tartoztak. Az épület híres volt a benne rendezett vad partikról. A testvériség állította az első köztéri karácsonyfát 1510-ben, ennek helye ma is látható az épület előtti téren.
A második világháborús bombázások során az épület jelentős része elpusztult, csak a középkori pince vészelte át sértetlenül a robbanásokat. Ezt csak a ház rekonstrukciója alatt fedezték fel az 1990-es évek közepén. A restaurálás 1999-ben fejeződött be. A Feketefejűek Házát múzeumként és rendezvényházként használják. A kiállításon olyan tárgyakat lehet megtekinteni, amelyek egykor a testvériség tulajdonában voltak. 2012 és 2016 között ideiglenesen a ház adott otthont a lett elnöki rezidenciának. A VEF Kulturális Palota 2016-2017-es felújításakor derült ki, hogy annak építésekor a Feketefejűek házából és a Szent Péter-templomból származó törmeléket is felhasználtak.